# Joaquín Barceló Santonja
Joaquín Barceló Santonja (Saix, Alacant, 4 de desembre de 1929 - Bilbao, 19 d'abril de 1961) va ser un ciclista valencià, que fou professional entre 1958 i el moment de la seva mort, el 1961, quan un arbre li va caure al damunt mentre s'entrenava per carreteres del País Basc. En el seu palmarès destaca una etapa a la Volta a Andalusia de 1959 i haver liderat la Volta a Catalunya de 1958 durant tres etapes, en la qual finalment acabà sisè.

## Palmarès
- 1959
  - Vencedor d'una etapa a la Volta a Andalusia i 2n en la general
- 1961
  - 2n a la Volta a Llevant

### Resultats a la Volta a Espanya
- 1959. 37è de la classificació general
- 1960. Abandona (14a etapa)